# Adrián Sibar
Adrián Sibar (Buenos Aires,Argentina 9 de junio de 1977 - 27 de julio de 2019) es artista del cómic. Cursó sus estudios en Bellas Artes en la Escuela Manuel Belgrano y Prilidiano Pueyrredón. Se desempeña en el campo del cómic, la pintura y la ilustración aplicando al mercado editorial, plástico y publicitario. Perfilando un estilo que combina el dibujo Nouveau con el Noir y el Pop. 

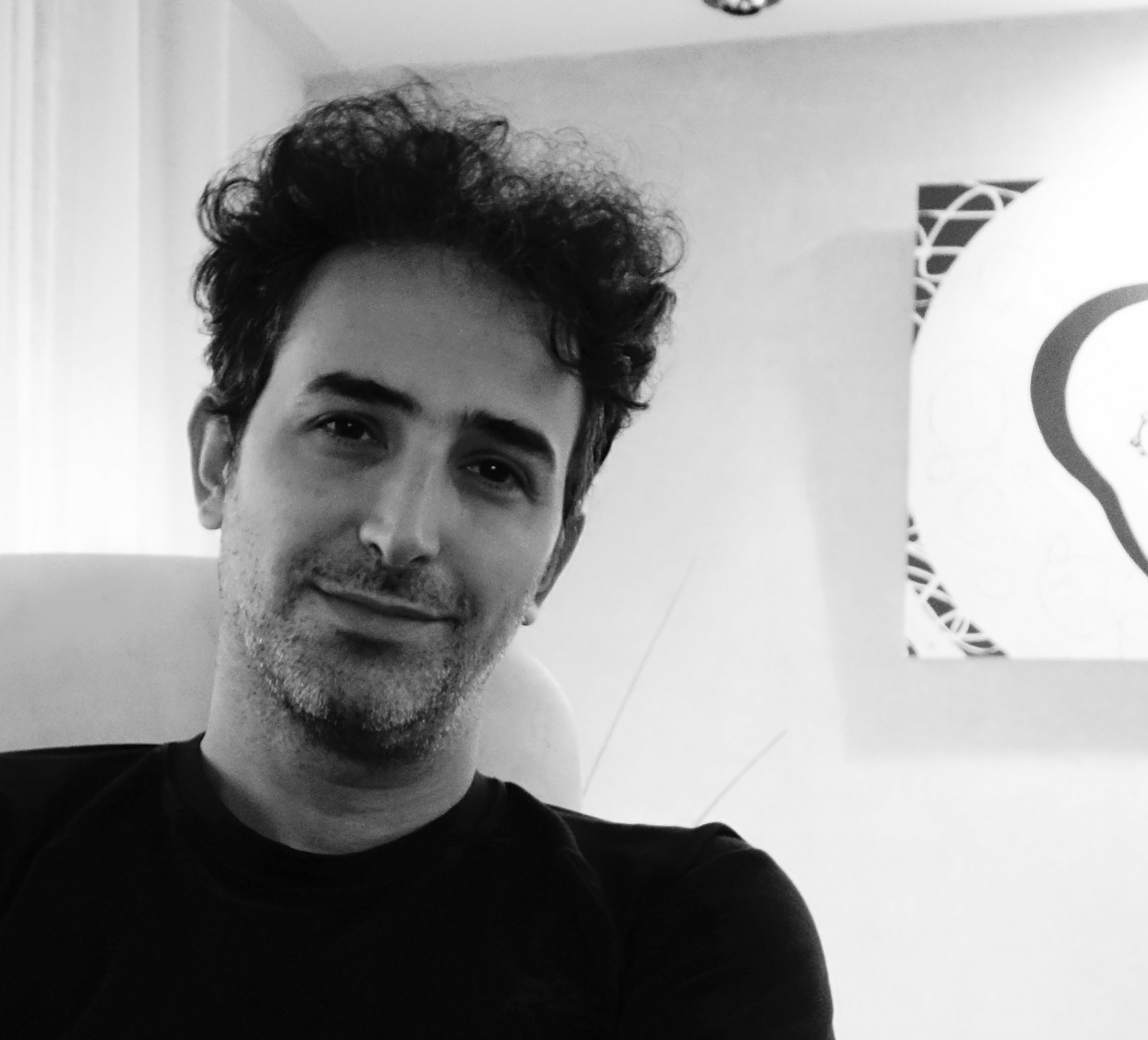

## Labor profesional
Dibujó por encargo para editoriales y productoras Norteamericanas como DC Comics y Dark Horse Comics, Image,Man Of Action, Heavy Metal Magazine los títulos "Planet of the Apes", “Star Wars Tales”, “Batgirl”, ”He Only Rides By Night” produciendo en paralelo piezas de su autoría como “Orquídeas En La Cocina”, “The Passenger”, “Abigail And The Rox”"Six Gun Gorilla-Long Days of Vengeance" y “Bang! Tango” cocreada junto al escritor Joe Kelly. 
Incursión en Publicidad: Hizo desarrollos visuales para agencias como Sterman+Viggiano, Cato Johnson, Collective Mind, Wunderman, Young & Rubicam, TBWA, Táctica Consulting, Mixtion, Énfasis para cuentas como Unilever, Telefónica de Argentina, Adidas, Basf, Ford, Reebook, Tsedaca, entre otras.
Durante 2010, en el marco del Mundial de Fútbol de Sudáfrica 2010, fue convocado para continuar en Latinoamérica, la campaña oriunda de Alemania para ADIDAS, teniendo a cargo las ilustraciones hiperrealistas que retrataron a los más importantes deportistas del género (Messi, Higuaín, Berón, etc.), aplicadas en gráficas en vía pública en todo el territorio de Argentina y Paraguay.
En el año 2001 expuso en la Casa de Las Condes (Chile) invitado por la Universidad Andrés Bello Chile.
Cursando los 20 años, trabajó en el estudio de Carlos Meglia asistiendo en producciones como Monster Word y Star Wars Jabin Basílica, al tiempo que producía para la señal de TV Locomotion, la serie de animación en Macromedia Flash “Zeek” de su autoría. 
En 2010 desarrolló Ema, un cómic multimedia basado en un personaje virtual, con plataforma principal en internet, alineado en la tendencia de Cultura Libre Global, aportando un formato de entretenimiento ”abierto“, apto para la interacción de los lectores/seguidores. Nombrado el webcomic del año por el diario Clarín, recomendado por Página/12, La Razón, Rock&Pop, Radio Nacional Argentina, Radio Nacional Colombia, y otros medios, el cómic de Ema, se transformó rápidamente en referente de la cultura de iniciativa independiente en la web.[cita requerida]

En 2011 desarrolló para The History Channel dibujos pintados de más de 120 dioses mitológicos, ilustrando deidades de las culturas Grecorromanas, Nórdicas, Orientales, Asiáticas, Africanas y Latinoamericanas. 
Pintura:
En julio y agosto de 2012 expone en "Petite Maison", de Puerto Madero la muestra "Sueña simple/ Sueña complejo", que consta de una serie de acrílicos sobre tela en los que se aprecia la exaltación de la belleza femenina, la intensidad del color y la línea pura, en clave Pop Art.
En el mismo año expone "Creati Macla" en el Museo de Arte Contemporáneo de la Plata,(Bs. As. Argentina). 
En 2013 pinta una nueva colección "Deep Symbols" varias de cuyas piezas son adquiridas por coleccionistas Norteamericanos.
En 2014 expone "Tango y Jazz (Mueven al Mundo)" en la Asociación de Majistrados y Funcionarios Judiciales de la Nación (Argentina).
En abril de 2015 "Tango y Jazz (Mueven al Mundo)" se exhibe en ICANA (Instituto Cultural Argentino Norteamricano).
Como docente planificó el programa de enseñanza de Dibujo para la Universidad de Arte Multimedial Da Vinci, y tuvo a su cargo varios talleres y cátedras troncales. También profesa la enseñanza desde hace años en su estudio particular. En 2015 se incorpora al plantel docente de la Universidad de Palermo (Argentina).
Desde 2017 trabaja en la producción de un libro de Bande Dessineé para la editorial francesa Glénat y en la continuación del cómic de estilo western Six Gun Gorilla "Long Days Of Vengeance" para U.S.A.

## Premios y menciones
Recibió el primer premio de Pintura del Concurso Intercolegial organizado por el Gobierno de la Capital Federal a la edad de 7 años, así como varias selecciones en exposiciones del género en esa categoría de edad.
Recibió el primer premio otorgado por la fundación “El libro” por la pieza de su autoría “Érase una vez Kiul” contando en el jurado a Carlos Trillo, Rudi Y Paz, entre otros a la edad de 19 años.
Obtuvo una mención en el concurso organizado por el Gobierno de la Capital federal en 1999, jurados Rudi y Paz.
Participó de varias exposiciones colectivas con pinturas y esculturas en su época de estudiante, obteniendo menciones y selecciones.
Expuso en el Palais de Glacé, siendo seleccionada y rematada su obra para el calendario a beneficio de la Fundación Huésped 2002.
En Chile, expuso en la Casa de Las Condes.
En julio y agosto de 2012 expone en "Petite Maison", de Puerto Madero la muestra "Sueña simple/ Sueña complejo", que consta de una serie de acrílicos en los que se centra en la exaltación de la belleza femenina, la intensidad del color y la línea pura, en clave Pop Art, con potentes grafismos y profundo simbolismo.
En el mismo año expone "Creati Macla" en el Museo de Arte Contemporáneo de la Plata,(Bs. As. Argentina).
En 2013 pinta una nueva colección "Deep Symbols" varias de cuyas piezas son adquiridas por coleccionistas Norteamericanos.

## Citas/Medios
- http://edant.si.clarin.com/2010/08/27/home/02207574.html (enlace roto disponible en Internet Archive; véase el historial, la primera versión y la última)..
- http://www.pagina12.com.ar/diario/suplementos/no/12-4882-2010-08-17.html.
- https://web.archive.org/web/20160304121524/http://www.larazon.com.ar/interesa/imagino-mundo-papel-pesar-internet_0_154200049.html.
- https://web.archive.org/web/20111015042331/http://fabio.com.ar/verpost.php?id_noticia=3961.
- http://culturacomic.com/2009/11/ema-la-emo-de-adrian-sibar/ (enlace roto disponible en Internet Archive; véase el historial, la primera versión y la última)..
- http://diegoagrimbau.blogspot.com.ar/2007/05/miren-algo-de-mirme-con-dibujos-de.html.
- http://www.comicvine.com/adrian-sibar/26-52273/.
- http://avcomics.wordpress.com/tag/adrian-sibar/.
- http://www.loqueva.com/noticias-ema-la-emo-nacida-y-criada-en-la-red-340.html (enlace roto disponible en Internet Archive; véase el historial, la primera versión y la última)..